# Anna Weber-van Bosse
Anna Antoinette Weber-van Bosse (Amsterdã, 27 de março de 1852 - Eerbeek, 29 de outubro de 1942) foi uma botânica neerlandesa.

## Vida
Seu interesse por botânica e zoologia começou em tenra idade, inspirado por viagens regulares ao zoológico de Amsterdã. Ela frequentou a Universidade de Amsterdã em 1880, onde foi obrigada a fazer seu trabalho de laboratório em uma sala separada dos alunos do sexo masculino.
Alguns de seus maiores trabalhos vêm da Expedição Siboga, considerada a expedição mais importante para a ficologia marinha no Pacífico ocidental do século XIX. Ela se aventurou com o marido, Max Carl Wilhelm Weber. Essas viagens trouxeram inúmeras descobertas, incluindo novos gêneros inteiros de algas, como Periphykon, Exophyllum e Microphyllum. Muitas de suas descobertas desta viagem estão documentadas em sua monografia Corallinaceae (1904), e em seus quatro volumes Liste des algues du Siboga (1913-1928).
Algumas de suas descobertas ocorreram durante expedições anteriores ao norte da Noruega e às Índias Orientais. Ela descobriu o gênero Phytophysa e uma forma de simbiose entre algas e esponjas antes de partir para Siboga.
Grande parte de seu trabalho posterior foi feito em seu pequeno laboratório doméstico Huis Eerbeek, onde vários botânicos a visitavam para consultas. Fora da biologia marinha, ela trabalhou com creches comunitárias em Amsterdã.
Ela recebeu vários prêmios por seu trabalho, incluindo uma das maiores honras do país, o Chevalier de l'ordre d'Orange-Nassau, e um doutorado honorário da Universidade de Utrecht. A espécie de ave Dicaeum annae foi nomeada em sua homenagem. Ela morreu em 29 de outubro de 1942, aos 90 anos.

Um trecho de The Corallinaceae of the Siboga - expedition do Dr. Weber-van Bosse: 
“O Siboga tentou em vão encontrar um bom ancoradouro no lado leste de Saleyer: a noite avançou rapidamente e, portanto, o comandante Tvdeman resolveu ancorar durante a noite no banco de coral acima mencionado, onde certamente encontraria de 8 a 10 m de agua. Quão grande foi o nosso espanto na manhã seguinte ao chegar ao convés, vimos uma distinta cor vermelha no fundo do mar regularmente interrompida por estreitas faixas brancas. Não era um banco de coral no qual estávamos deitados, mas um enorme banco de Lithothamnia. Isso deu uma cor vermelha ao fundo do mar” (Página 6). Publicado em 1904.

## Galeria

Imagens da expedição Siboga do Dr. Weber-van Bosse (1899-1900).
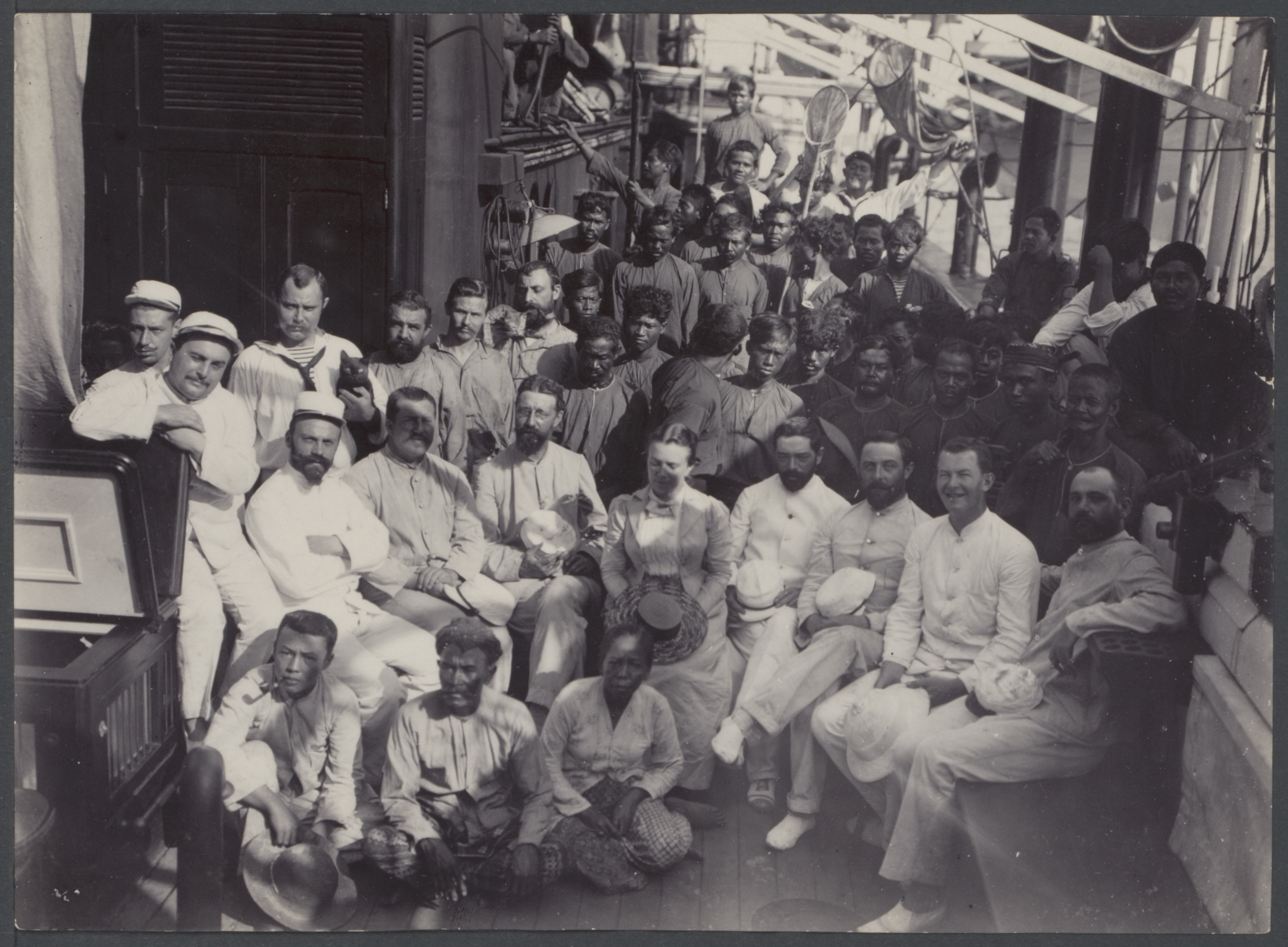
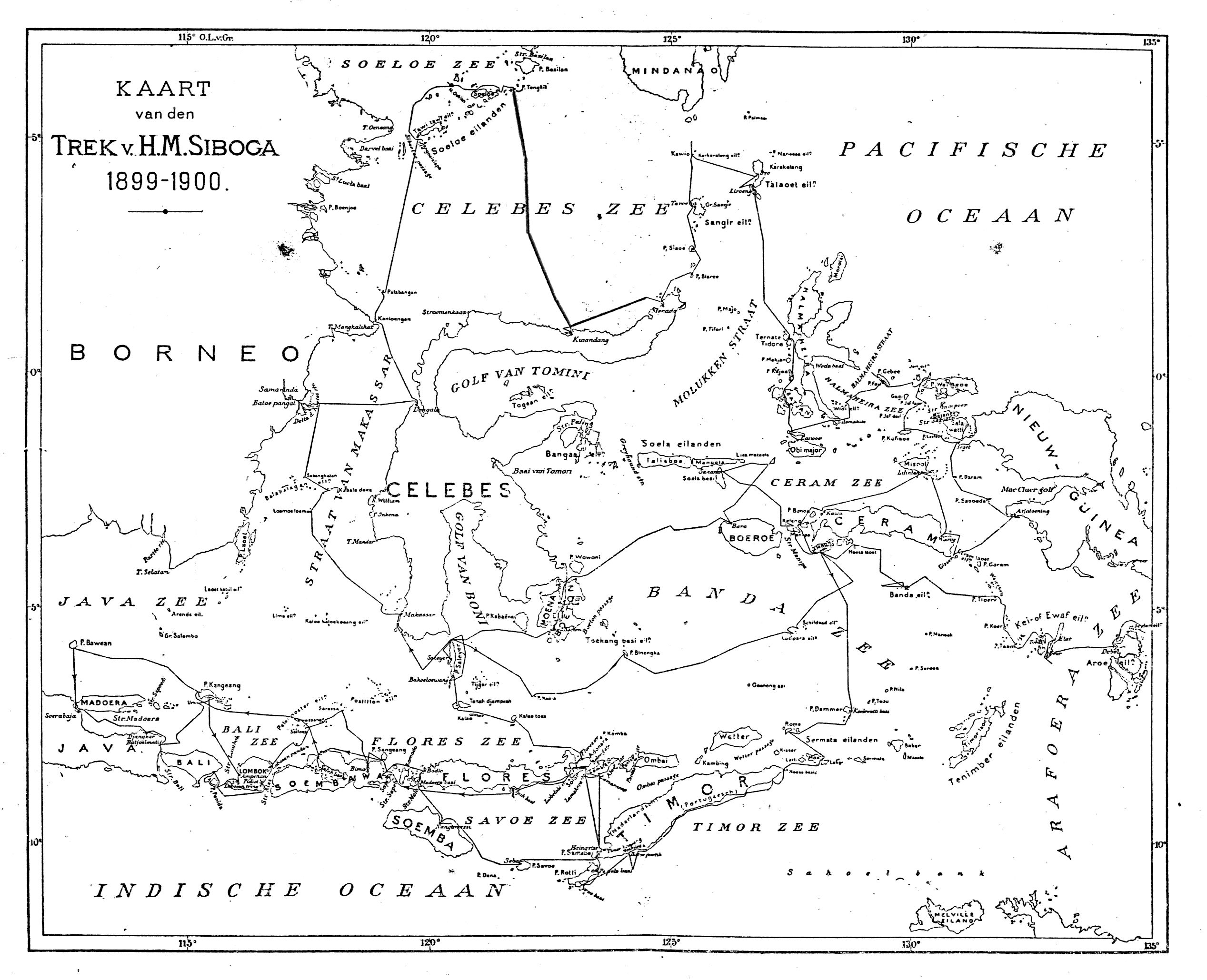
Rota da Expedição Siboga.
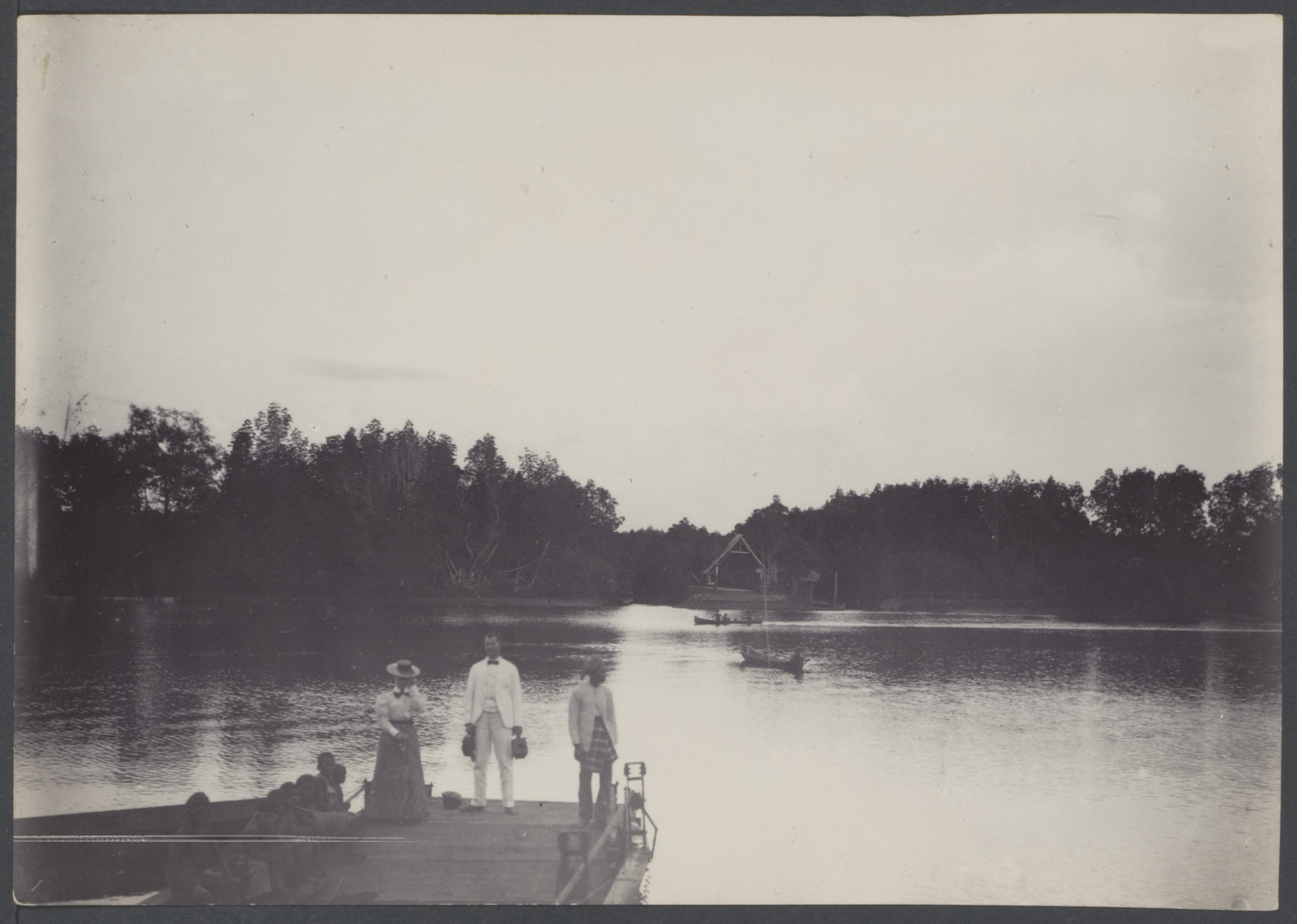
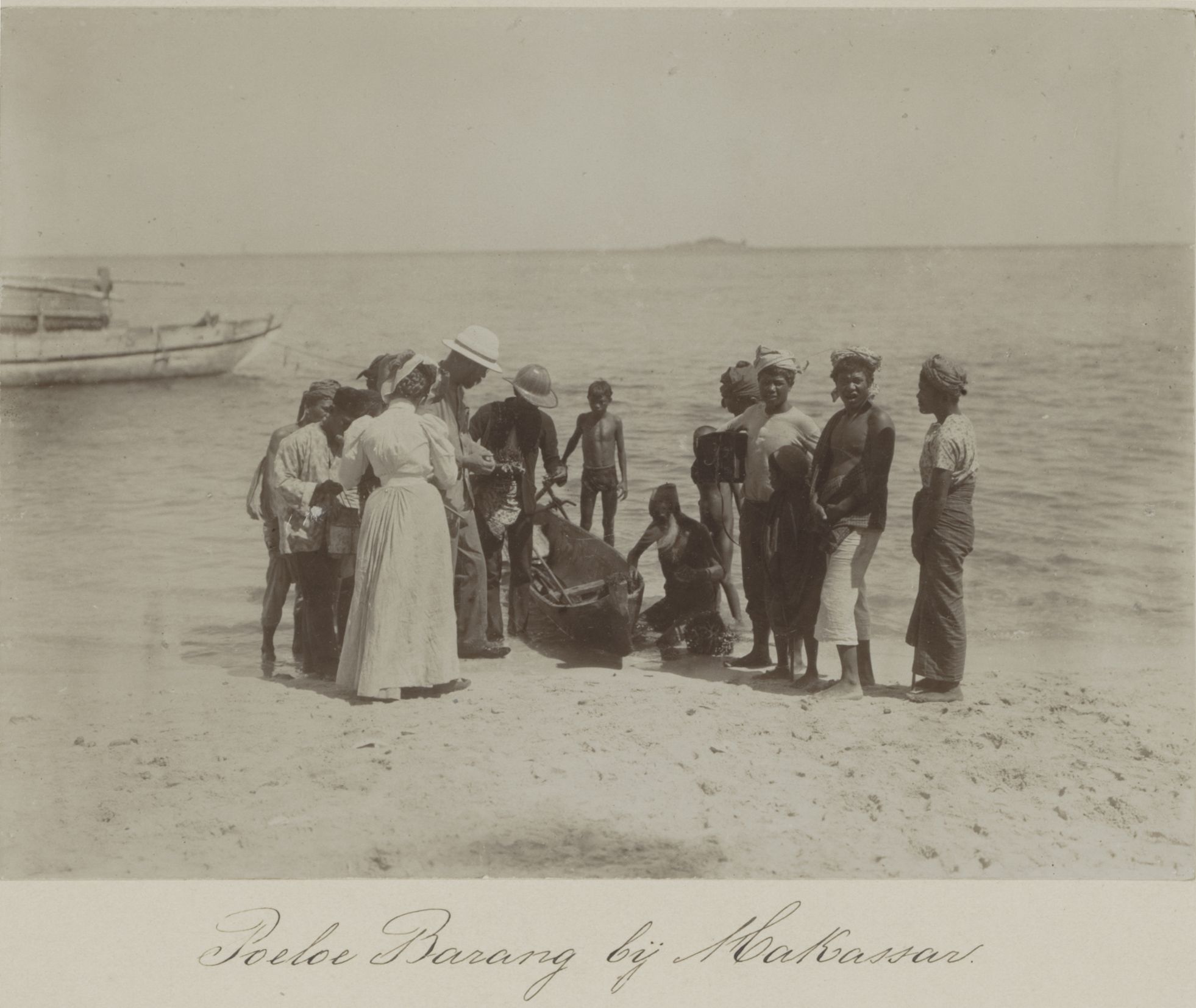
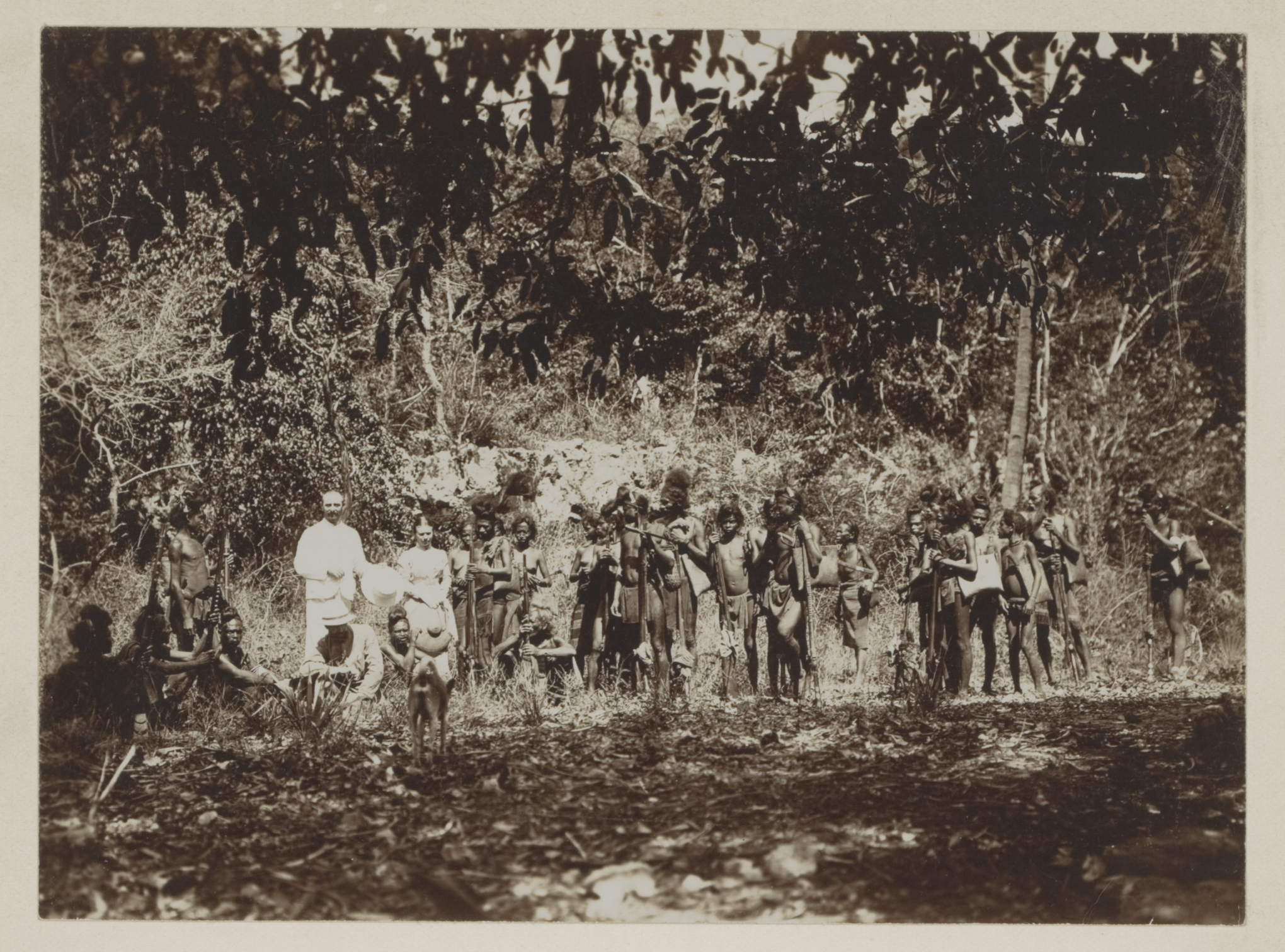
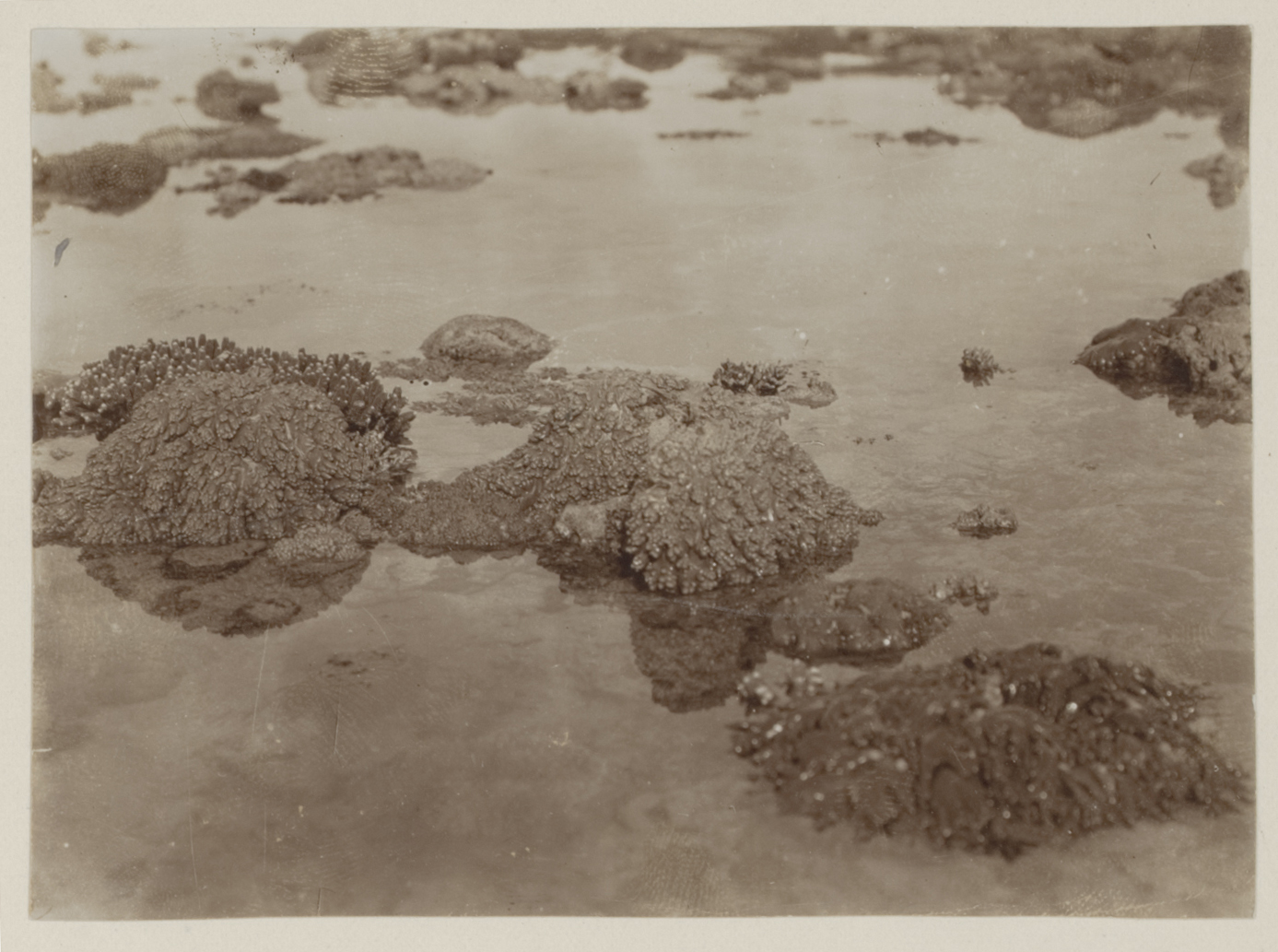